# Straßenbahn Heilbronn
Die Straßenbahn Heilbronn, im Volksmund Spatzenschaukel genannt, war die drittälteste Straßenbahn in Württemberg. Sie bestand ab 1897, war meterspurig, hatte später ein Netz mit bis zu sechs Linien und bediente die Stadt Heilbronn samt den in den 1930er-Jahren eingemeindeten Nachbarorten Böckingen, Sontheim und Neckargartach. Nach starken Zerstörungen im Zweiten Weltkrieg wurde die Straßenbahn nach 1945 nur teilweise wieder instand gesetzt. Der Betrieb endete 1955 und wurde teilweise durch den von 1951 bis 1960 bestehenden Oberleitungsbus Heilbronn ersetzt. Betreibendes Verkehrsunternehmen war die Heilbronner Straßenbahn AG, die 1940 in den bis heute bestehenden Verkehrsbetrieben Heilbronn aufgingen. Diese betreiben außerdem den 1948 aufgenommenen Omnibusverkehr in Heilbronn. Seit 2001 gibt es ein Nachfolgesystem der Straßenbahn Heilbronn, die in Normalspur ausgeführte Stadtbahn Heilbronn.

## Geschichte

### Planung und Bau

Werbung für Jahreskarten

Die Notwendigkeit einer Straßenbahn in Heilbronn lag im Wachstum der Industriestadt im 19. Jahrhundert begründet, als die Ausdehnung der Stadt weite Wege zur Arbeitsstätte und zu Einkaufsmöglichkeiten mit sich brachte, sodass Rufe nach einem günstigen Nahverkehrsmittel laut wurden. 1893 bat bereits der Verein zur Hebung des Fremdenverkehrs die Stadtverwaltung um Beihilfe bei der Errichtung einer Straßenbahn. Daraufhin besuchten Heilbronner Kommissionen einige Städte vergleichbarer Größe und erlebten dabei den Wechsel von Pferdebahnen hin zu motorisierten Fahrzeugen. Da man in Heilbronn eine motorisierte Straßenbahn wünschte, aber noch nirgendwo Betriebserfahrungen vorhanden waren, wurde eine Entscheidung zu Gunsten eines bestimmten Antriebs noch über die ersten Ausschreibungen hinaus verzögert. Am 24. April 1896 verkündete Oberbürgermeister Paul Hegelmaier dem Gemeinderat, dass es mehrere Offerten zur Errichtung einer Straßenbahn gebe. Dabei standen Dampfwagen-, Akkumulatoren-, Gasmotorenbetrieb oder ein Betrieb mit elektrischen Triebwagen zur Auswahl. Am 7. Mai 1896 verkündete Hegelmaier, dass ein Präliminarvertrag geschlossen wurde, in der die Stadtgemeinde mit der Gewerbebank Heilbronn und der Oberrheinischen Bank in Mannheim über Finanzierung, Besitzverhältnisse und Streckenführung einer Heilbronner Straßenbahn übereingekommen war. Letztlich war noch die Antriebsart der Fahrzeuge zu klären, wobei man sich nach preisgünstiger Energiezusage der Zementwerke Lauffen für über Oberleitungen gespeisten Elektroantrieb entschied, wie er damals bereits mehrere Monate erfolgreich in Stuttgart im Einsatz war. Die Errichtung der Straßenbahn sollte gemäß einem Vertragsentwurf vom September 1896 die Berliner Allgemeine Elektricitäts-Gesellschaft (AEG) leisten, der Betrieb sollte durch eine zu gründende Heilbronner Straßenbahn AG (Gründung erfolgte am 10. Mai 1897) erfolgen.
Das Bankenkonsortium und die Stadt Heilbronn unterschrieben am 15. Oktober 1896 einen Vertrag, der sieben elektrische Triebwagen und drei Anhänger auf einer Stammlinie und einer Querlinie verkehrend vorsah. Als Fertigstellungstermin wurde der 15. Mai 1897 gefordert, da dann die für die Stadt bedeutsame Kunst- und Gewerbeausstellung bei der Harmonie begann, die über die Stammlinie mit dem Heilbronner Hauptbahnhof verbunden werden sollte. Weitere Linien sollten eventuell später ergänzt werden.
Der Bau begann am 1. Dezember 1896 unter Ingenieur Löhr von der AEG mit der Vermessung der geplanten Strecken. Für die Streckenführung war es zunächst nötig, dass die Stadt mehrere Privathäuser erwarb und abriss. Durch die Fortführung der Stammlinie vom Bahnhof über die Kramstraße (heute: Kaiserstraße) weiter nach Osten bis zur Füsilierkaserne musste die vormals als Sackgasse endende Kramstraße zur Allee hin durchbrochen werden, womit eine bis heute bedeutende Heilbronner Hauptkreuzung (Kaiserstraße/Allee) entstand. Nach Abschluss der Abrissarbeiten begann am 10. März der Bau der Gleisanlagen, doch bereits Mitte April zeichnete sich ab, dass der geplante Eröffnungstermin wohl nicht ganz eingehalten werden konnte. Nachdem die Stromversorgung aufgenommen war, Motoren von der AEG und Wagenkästen und -unterbauten von Herbrand & Co. in Köln-Herfeld eingetroffen und montiert waren, begann am 22. Mai 1897 die Prüfung der Stammlinie und danach die Schulung der Fahrer. Am 27. Mai waren alle Vorarbeiten beendet.

Einladung zur jährlichen Aktionärsversammlung der Heilbronner Strassenbahn AG 1899/1900
Vorschriften für Anlage und Betrieb von 1899
Vertrag über eine Streckenkreuzung der Linie nach Sontheim

### Eröffnung 1897

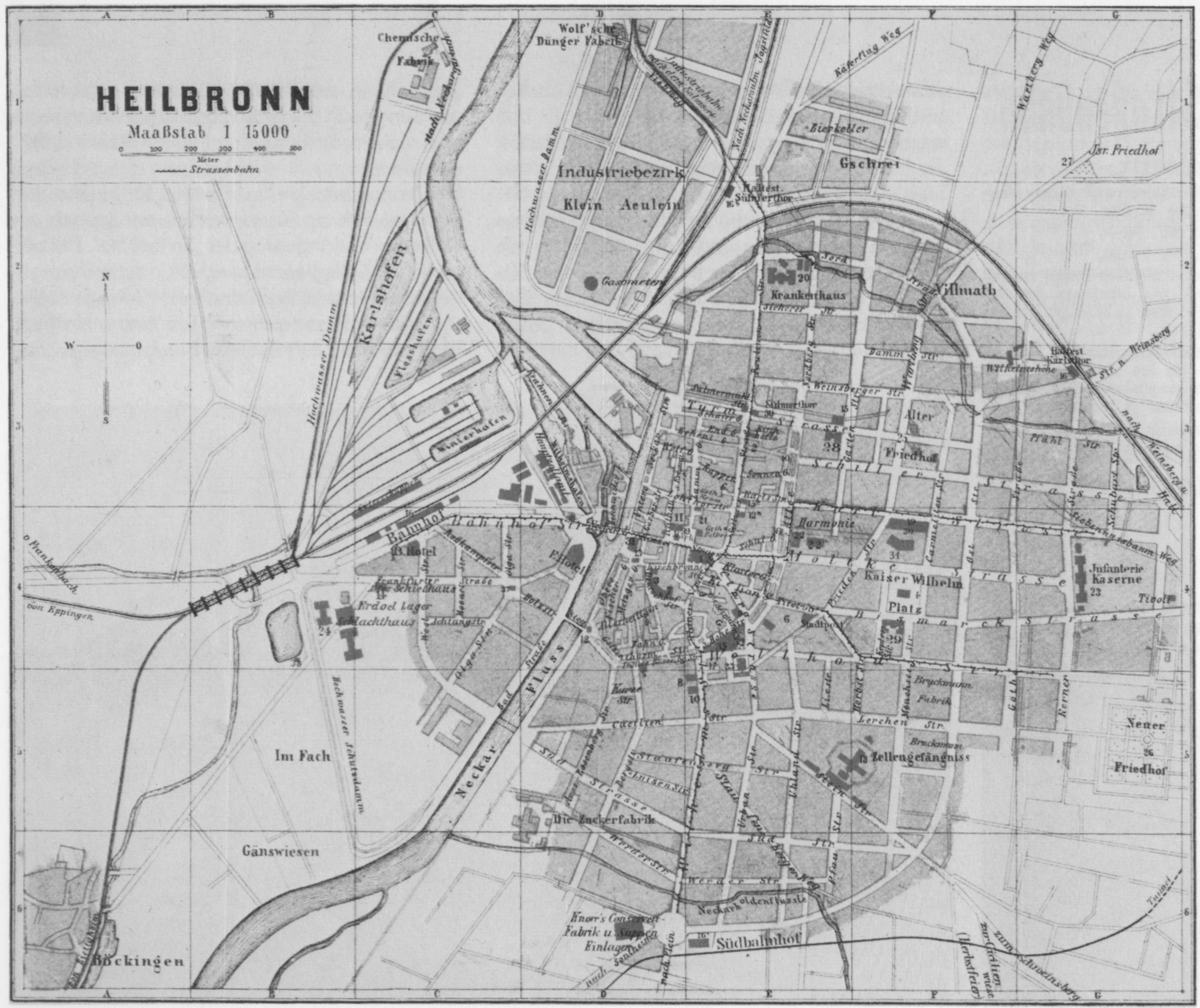
Streckennetz der Heilbronner Strassenbahn AG 1903

Am 29. Mai 1897 nahm die Heilbronner Straßenbahn ihren Betrieb mit einer Stammlinie vom Hauptbahnhof zur Kaserne auf. Haltestellen waren am Heilbronner Hauptbahnhof, an der Neckarbrücke, an der Gerberstraße, der Gewerbebank, der Harmonie, der Gartenstraße und an der Füsilierkaserne. Der Fahrpreis betrug 10 Pfennig pro Person und Fahrt. Die Wagen verkehrten anfangs täglich von etwa 6:00 bis 22:00 Uhr im 6-Minuten-Takt zwischen Bahnhof und Harmonie, wobei jeweils jeder zweite Wagen bis in die Moltkestraße weiterfuhr. Der anfängliche Zuspruch war immens, jedoch mussten alsbald zur Kontrolle der Fahrgäste auch Fahrscheine ausgegeben und die Fahrzeuge an den Endhaltestellen vollkommen entleert werden. Im Juni 1897 erhielten die Triebwagen einen zweiten Motor, um auch Beiwagen mitführen zu können.

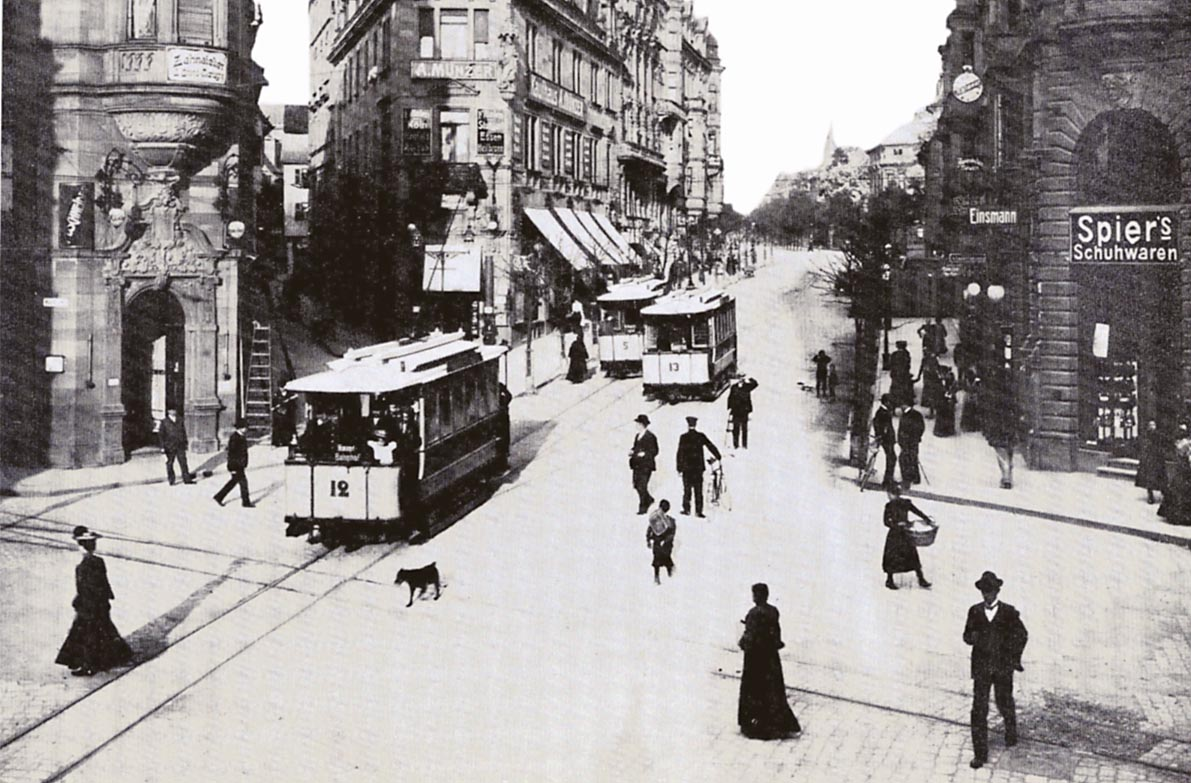
Die Stammlinie vom Bahnhof zur Harmonie
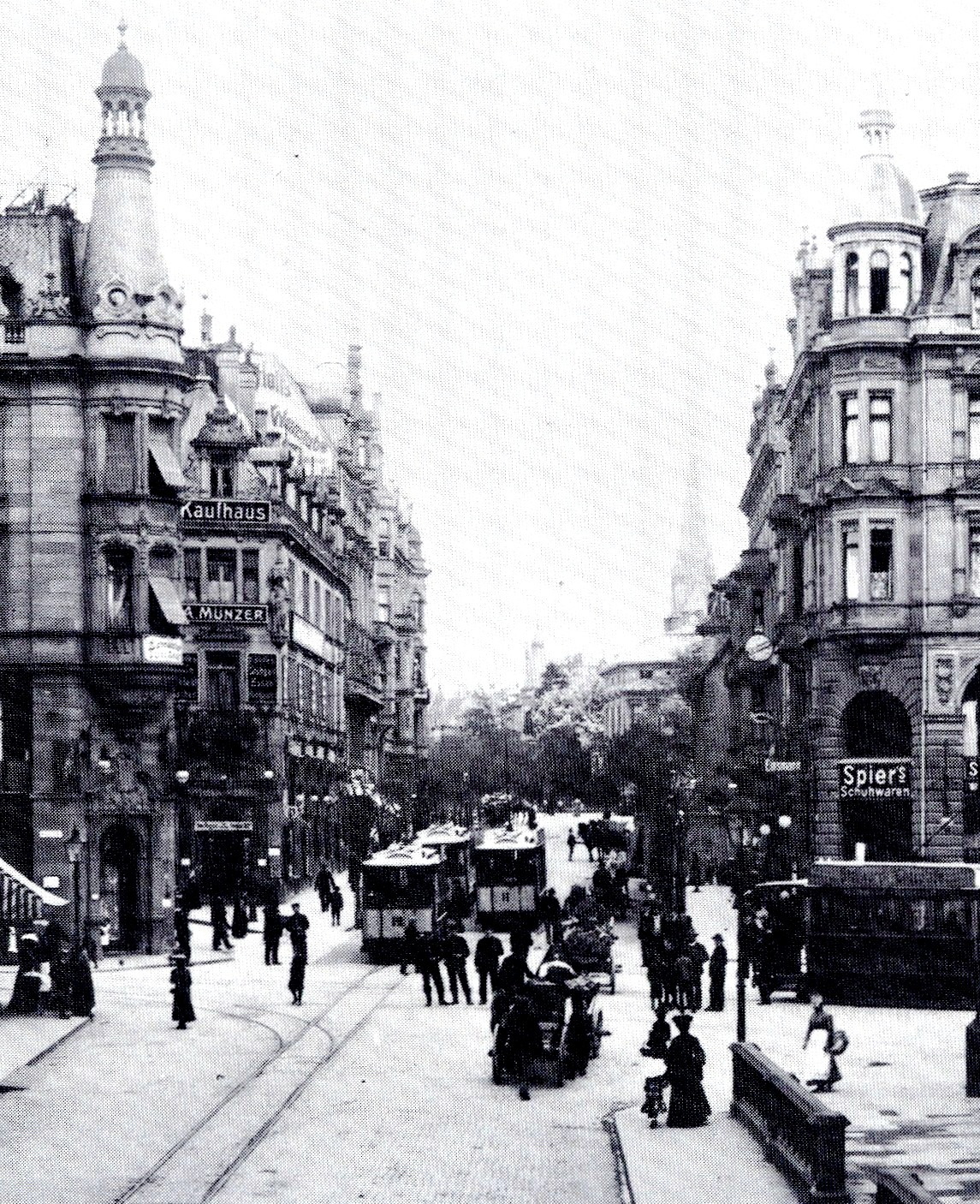
Die Friedhofslinie, die Stammlinie und die Seitenlinie
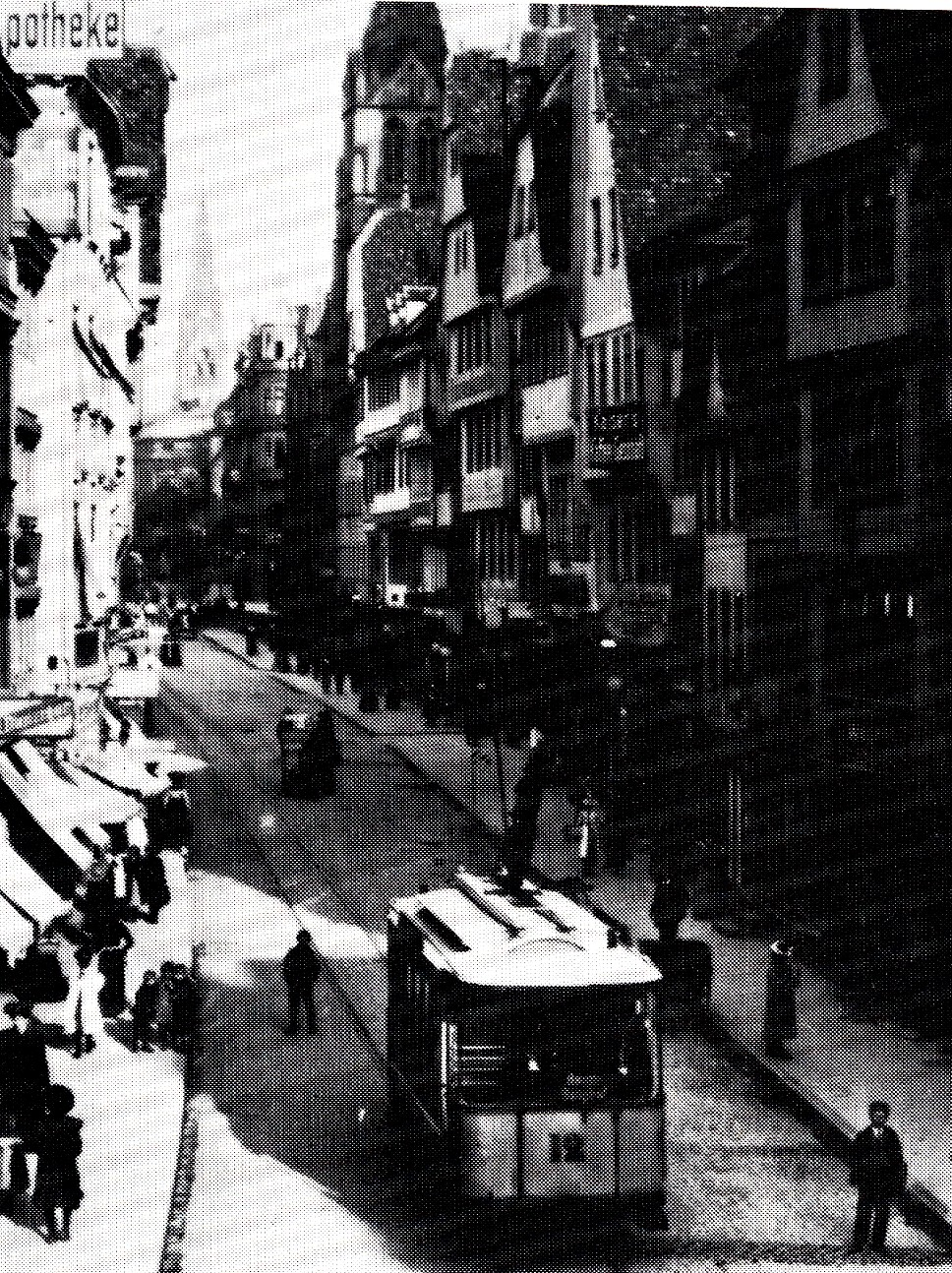
Stammlinie in der Kaiserstraße 1903

Die 2.200 Meter lange Seitenlinie führte von der Paulinenstraße durch das Sülmertor in die Sülmerstraße hinein, fuhr über den Kiliansplatz in die Südstraße und endete am Südbahnhof. Haltestellen gab es an der Lohtorstraße, am Gasthaus zum Löwen, an der Dammstraße, am Krankenhaus, an der Deutschhofstraße, am Fleiner Tor, am Gasthof Traube und an der Südstraße. Die Seitenlinie wurde am 16. Juni 1897 eröffnet. Der ursprüngliche Takt betrug 12 Minuten.

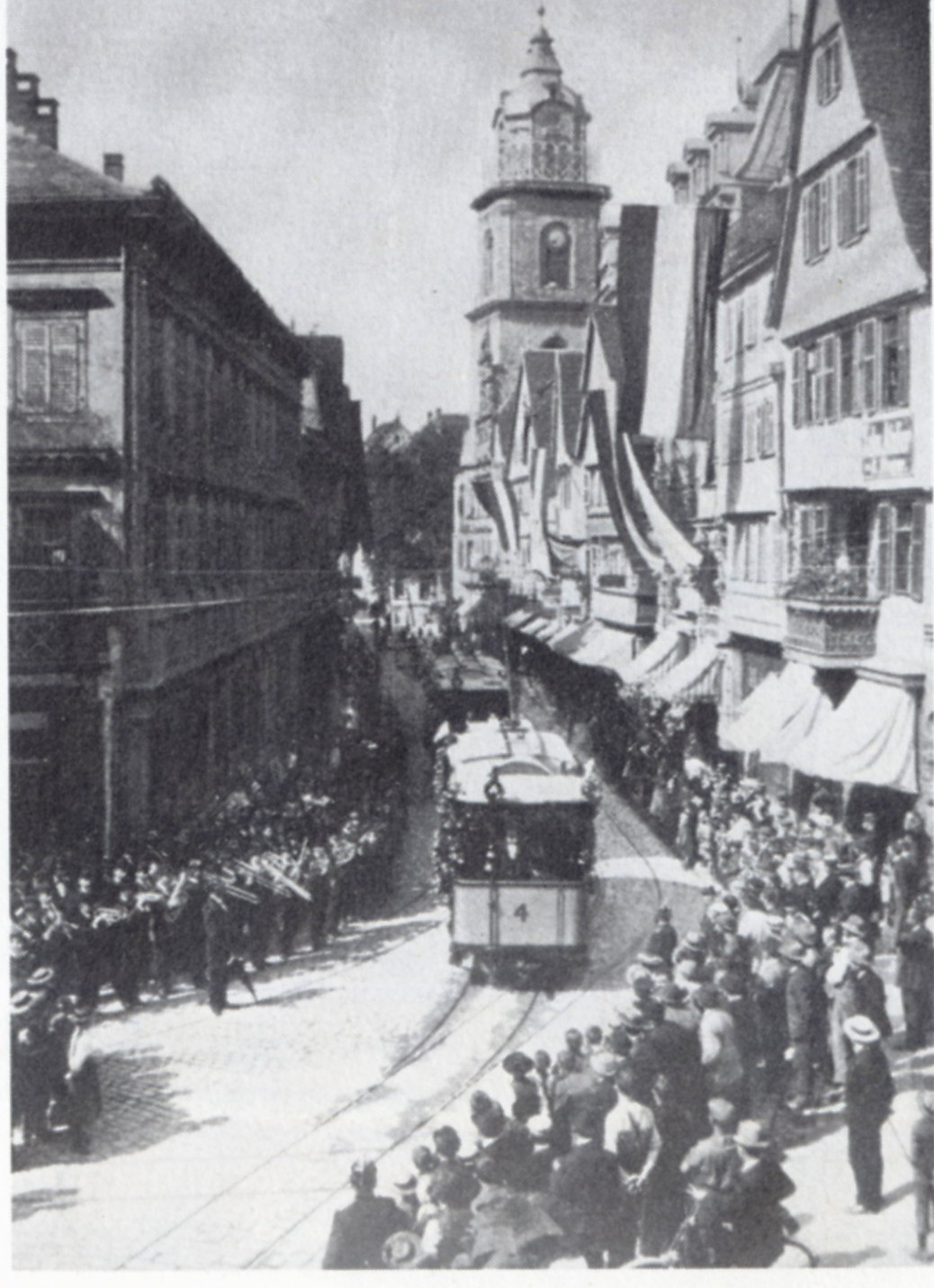
Eröffnung der Straßenbahnlinie durch die Sülmerstraße am 17. Juni 1897
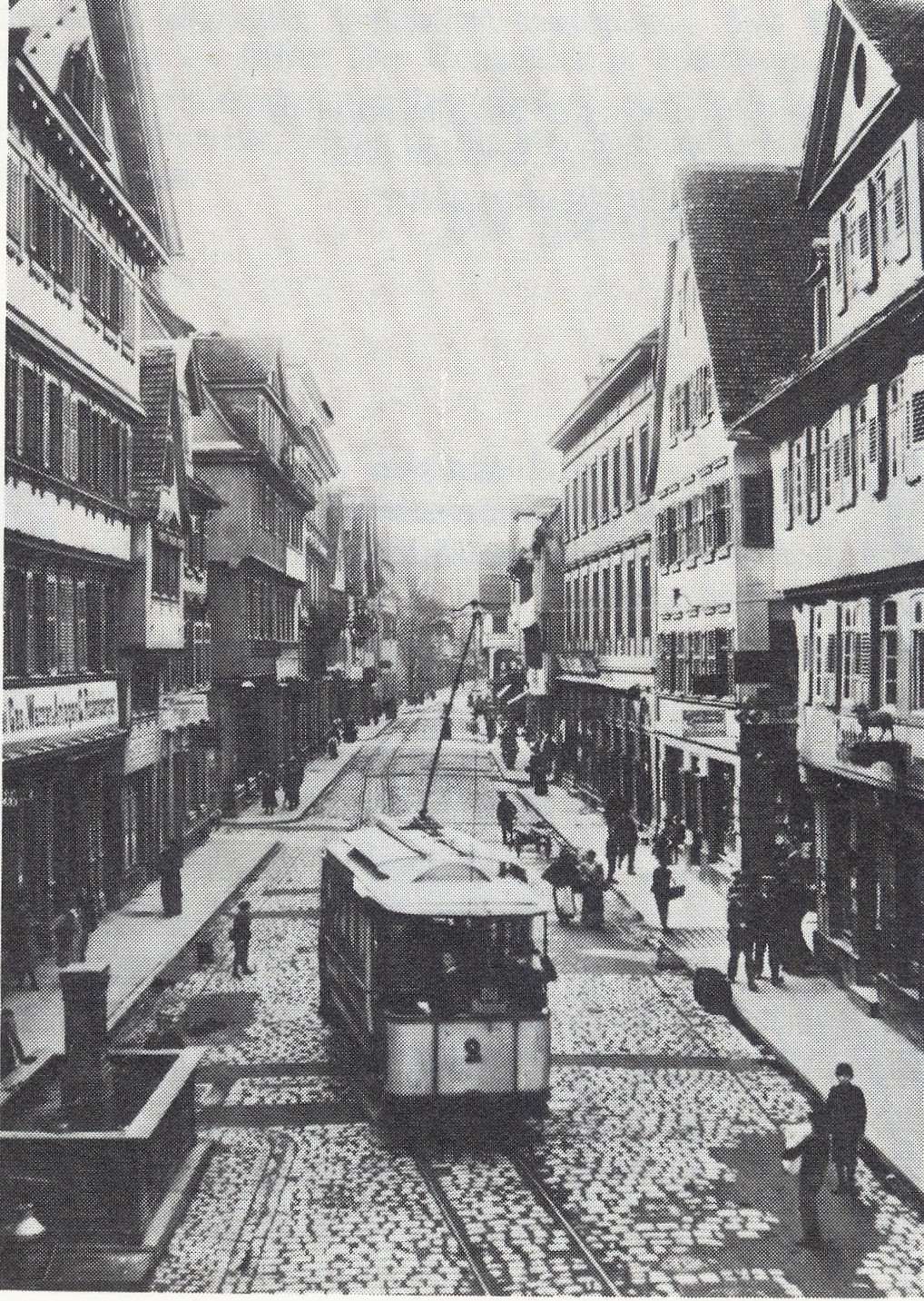
Die Seitenlinie durch die Sülmerstraße 1903
Die Seitenlinie am Kiliansplatz 1904

Die Friedhofslinie wurde am 5. Dezember 1897 eingeweiht. Von der Allee aus führte die Strecke zum Ende der Wollhausstraße, um zum Neuen Friedhof zu gelangen. Die Linie begann an der Ecke Allee/Kaiserstraße, zweigte in die Titotstraße ab und führte über die Herbststraße zur Wollhausstraße.
Auf den drei bis Anfang Dezember 1897 fertiggestellten Linien wurden nach dem anfänglichen Fahrplan mit sieben Triebwagen täglich 1004 Fahrten absolviert. Für die in Planung befindlichen weiteren Linien wurden acht größere Triebwagen sowie weitere Anhänger bei AEG und Herbrand & Co. bestellt, nach Eintreffen eines Teils der Fahrzeuge wurde am 12. Dezember 1897 ein Takt von 6 Minuten auf allen Linien aufgenommen. Anfang 1898 wurde der Fahrzeugbestand auf 15 Triebwagen und acht Beiwagen für die kommenden knapp drei Jahrzehnte komplettiert.
Der Straßenbahnbetrieb wurde nach einem erfolgreichen Start rasch unrentabel. Bereits im zweiten Betriebsjahr waren die Fahrgastzahlen rückläufig, und die Betreiber trachteten dem durch eine Halbierung der Fahrpreise entgegenzukommen. Im dritten Betriebsjahr wurde die Taktung auf siebeneinhalb Minuten abgesenkt.

### Ausbau des Liniennetzes
Im Jahr 1900 wurde eine Seitenlinie bis nach Sontheim fortgeführt. Dem Bau der Sontheimer Trasse waren langwierige Verhandlungen vorausgegangen, in die auch die Planungen zur ebenfalls auf einem Teilstück zwischen Sontheim und Heilbronn verkehrenden Bottwartalbahn einflossen. Die Straßenbahnlinie nach Sontheim wurde schließlich am 3. Juni 1900 eröffnet, die Bottwartalbahn am 1. Dezember 1900.
Der Anschluss von Neckargartach, das bereits von Anbeginn einen Anschluss an das Straßenbahnnetz wünschte, scheiterte lange Zeit aus verschiedenen Gründen. Schließlich erhielt Neckargartach 1912 eine eigene Straßenbahn, die am Sülmertor auf die Heilbronner Straßenbahn traf und mit Dampfstraßenbahnen des Heilbronner Salzwerks betrieben wurde, jedoch bereits während des Ersten Weltkriegs einen Niedergang erlebte und danach bis zur Einstellung der Linie 1923 ein Zuschussbetrieb blieb.
Böckingen wurde zunächst mit der Gleislosen Bahn Heilbronn–Böckingen an Heilbronn angebunden, die von 1911 bis 1916 zwischen Böckingen und der Heilbronner Neckarbrücke verkehrte und für deren kaufmännische Leitung und Betriebsführung die Heilbronner Straßenbahn AG zuständig war. Diese Gleislose Straßenbahn war der erste Oberleitungsbus-Betrieb in Heilbronn.
Auch die Heilbronner Straßenbahn hatte unter dem Ersten Weltkrieg und nach einer nachfolgenden kurzen Phase der Prosperität an der Inflation zu leiden. Im Lauf des Jahres 1923 wurde der Betrieb zunächst eingeschränkt, später bis auf die Linie nach Sontheim ganz eingestellt. Ein Teil des Personals musste entlassen werden. Ab April 1924 konsolidierten sich die Verhältnisse, und der Betrieb konnte nach Wiedereinstellung der meisten Entlassenen wieder aufgenommen werden. Im November 1924 erwarb die Stadt Heilbronn einen Mehrheitsanteil an der Straßenbahn AG und konnte dadurch künftig besser die Gestaltung des Betriebs und des Fahrplans beeinflussen.
1926 wurde dann eine weitere Strecke nach Böckingen eröffnet, die als Fortführung der Stammlinie konzipiert war, zu Stoßzeiten ebenfalls im Siebeneinhalb-Minuten-Takt und zu Nebenzeiten von jedem zweiten Fahrzeug auf der Stammlinie (also alle 15 Minuten) bedient wurde. Zum Betrieb der Böckinger Linie wurden fünf gebrauchte Triebwagen aus Krefeld und sieben gebrauchte Triebwagen aus Würzburg beschafft, die zu fünf Triebwagen und sieben Beiwagen umgebaut wurden. Während die Stammlinie ab 1929 als Linie 1 bezeichnet wurde, erhielt die Böckinger Linie die Bezeichnung Linie B.
Zuletzt entstand 1928 die Verbindung nach Neckargartach, das seit dem Ende der Dampfstraßenbahn 1923 nur mit einem Postbus an Heilbronn angebunden war. Diese Linie wurde am 21. Juni 1928 eingeweiht und formell von einer eigenen Gesellschaft betrieben, die den Betrieb jedoch an die Heilbronner Straßenbahn AG vergab. Über die Streckenführung hatte lange Zeit Unklarheit geherrscht. Ausgangspunkt war die Neckargartacher Kernerstraße, die Linie führte weiter über Frankenbacher Straße, Brückenstraße und Neckarstraße zur Heilbronner Straße, ab dort folgte die Linie dem Neckar zur Wilhelmskanalbrücke. An der Bahnhofstraße mündete die Bahn in das Heilbronner Liniennetz ein und führte von dort zu den Endpunkten Kiliansplatz und Hauptbahnhof. Vor dem Bau des Neckarkanals hatte die durch die Neckarauen führende Linie N einige wenige Jahre den Charakter einer Überlandbahn. 1932 wurde die Gleisanlage dann wegen des Kanalbaus nach Westen verlegt, die Streckenlänge erhöhte sich dadurch von 3,8 auf 4,3 km. Mit der Eingemeindung Neckargartachs 1938 ging der Betrieb der Linie N völlig auf die Heilbronner Straßenbahn AG über.
Im Jahr 1929 bestanden folgende Linien:
- Linie 1: Hauptbahnhof – Kiliansplatz – Allee – Karlstraße – Karlstor
- Linie 2: Sülmertor – Sülmer Straße – Kiliansplatz – Fleiner Straße – Wilhelmstraße – Südbahnhof
- Linie 3: Kaiserstraße – Allee – Herbststraße – Wollhaus-/Oststraße

- Linie B: Böckingen – Sonnenbrunnen – Hauptbahnhof – Kiliansplatz
- Linie S: Sülmertor – Sülmer Straße – Kiliansplatz – Fleiner Straße – Wilhelmstraße – Sontheimer Straße – Sontheim
- Linie N: Neckargartach – Wohlgelegen – Kranenstraße – Zollamt – Kiliansplatz

Die Stadtlinien 1, 2 und 3 verkehrten im Siebeneinhalb-Minuten-Takt, die Linien B und S alle 15 Minuten und die Linie N der Neckargartacher Straßenbahn alle 30 Minuten.
Das Liniennetz wurde vielfach in Details verändert, auch im Hinblick auf eine geplante, aber nie realisierte Ringlinie. Zu den bedeutenden Veränderungen zählte die Verlegung der Straßenbahnstrecke von der Fleiner Straße auf die Hohe Straße und der Umbau des Kiliansplatzes 1931. Durch die Änderung der Linienführung der Linien 3 und N wurde die Linie 2 im August 1933 überflüssig und eingestellt. 1936 wurde schließlich die in der Karlstraße endende Straßenbahntrasse bis zum Trappensee verlängert und künftig von der Linie B bedient.

### Straßenbahn als Teil der Verkehrsbetriebe
Die Stadt wurde am 1. Juni 1940 Alleinbesitzer der Aktienanteile der Straßenbahn AG, die daraufhin aufgelöst und als Verkehrsbetriebsabteilung den Stadtwerken angegliedert wurde. Die gesamte Streckenlänge betrug 1940 17.660 Meter bei einer Gesamtgleislänge von 22.425 Metern.
Nach Ausbruch des Zweiten Weltkriegs wurde ein Teil des Personals zur Wehrmacht eingezogen. Nachdem man den Personalmangel zunächst noch mit Überstunden und Umschulungen auszugleichen suchte, kamen bald auch Frauen und Pensionäre, ab 1942 auch dienstverpflichtete junge Frauen und später auch Oberstufenschüler im Schaffnerdienst zum Einsatz. Gleichzeitig erreichten die Fahrgastzahlen wegen der gesteigerten Rüstungsproduktion und der Requirierung von Privatfahrzeugen Spitzenwerte. Die Beförderungszahl stieg von 1938 mit 17.000 Personen täglich auf 43.000 im Jahr 1943 an; in jenem Jahr beförderte die Straßenbahn insgesamt rund 16 Millionen Fahrgäste.

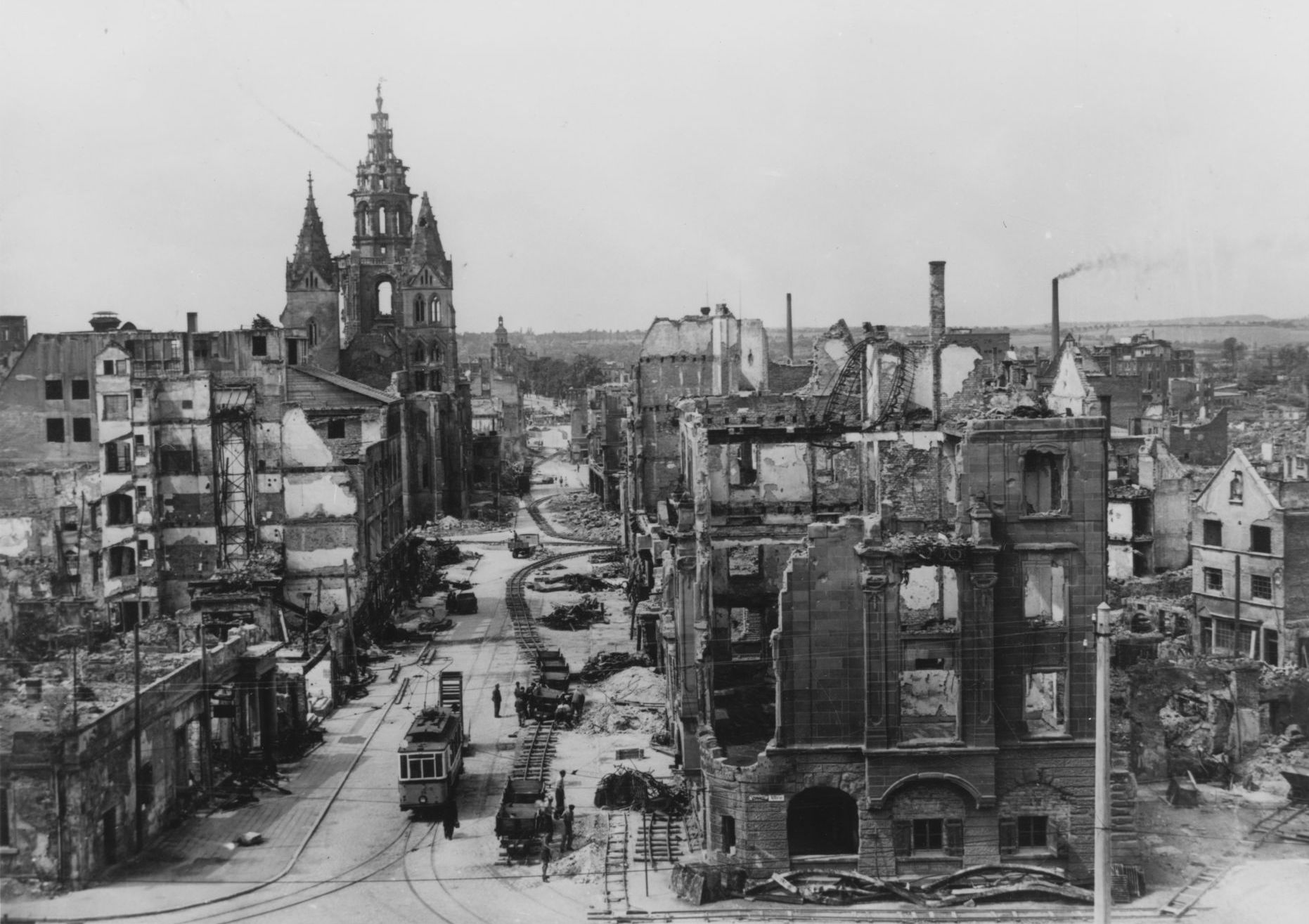
Eine Straßenbahn in der zerstörten Kaiserstraße 1946

Das Straßenbahnnetz wurde bei den Luftangriffen auf Heilbronn stark beschädigt, rund die Hälfte der Fahrzeuge wurde beim Luftangriff am 4. Dezember 1944 völlig zerstört. Der nur provisorisch wiederaufgenommene Verkehr kam mit dem Ende des Zweiten Weltkriegs im April 1945 völlig zum Erliegen. Die Sprengung der Neckarbrücken in den letzten Kriegstagen hatte das ohnehin stark beschädigte Streckennetz außerdem in drei Teile zerrissen.
Im Juli 1945 nahmen zwei Linien wieder provisorisch den Betrieb auf. Die Linie 2 verkehrte vom Hauptbahnhof zum Neckarkanal (dort gab es anstelle der gesprengten Brücke zunächst eine Fähre, von Dezember 1945 bis zur Einweihung der neuen Kanalbrücke 1950 dann eine Pontonbrücke) und auf der anderen Neckarseite auf einem anderen Teilstück weiter bis nach Neckargartach. Die Linie 5 verkehrte von der Wilhelmstraße nach Sontheim. Bis Ende 1947 wurden diese Linien um wiederhergestellte Teilstücke ausgeweitet, außerdem verkehrte auch wieder die Linie 1 von Böckingen zum Trappensee. Als Fahrzeuge kamen reparierte Triebwagen der Vorkriegszeit zum Einsatz, 1948 konnte ein neuer Anhänger beschafft werden, für die Anschaffung neuer Triebwagen war jedoch kein Geld vorhanden. 1949 gelang es, in Rastatt sechs gebrauchte Triebwagen und sechs Beiwagen von der Waggonfabrik Rastatt aus dem Jahr 1927 zu erwerben.

### Niedergang und Stilllegung der Straßenbahn
Im Frühjahr 1948 nahmen die Verkehrsbetriebe mit drei Omnibussen einen ergänzenden Linienverkehr auf, der sukzessive mit weiteren Fahrzeugen ausgeweitet wurde. Der Omnibusbetrieb bewährte sich und führte alsbald zum Entschluss, die Friedhofslinie nicht wiederherzustellen und stattdessen künftig nur durch Omnibusse zu bedienen. Die wiederhergestellten Strecken waren außerdem teilweise in desolatem Zustand, da das Gleismaterial abgenutzt oder der Gleisunterbau mangelhaft war. Außerdem hätte die Fortführung der Neckarkanalisierung ab 1949 den Bau einer Brücke nach Böckingen und damit die Änderung der Linienführung der Böckinger Linie bedeutet. Nach Berechnungen zur Wirtschaftlichkeit entschloss man sich, die Böckinger Linie künftig mit Oberleitungsbussen zu bedienen, weil dadurch kein Gleisneubau über die Neckarbrücke nötig wurde.
Am 20. September 1951 ging der Oberleitungsbus nach Böckingen in Betrieb. Die Straßenbahn bediente unterdessen noch vier Linien:
Linie 1: Trappensee–Sontheimer Straße
Linie 2: Karlstor–Hauptbahnhof
Linie 4: Sülmertor–Neckargartach
Linie 5: Sülmertor–Sontheim
Ab Dezember 1951 wurde der Betrieb der Linie 5 bis zur Gildenstraße verkürzt und das letzte Teilstück bis Sontheim ebenfalls auf Oberleitungsbus umgestellt. Ende 1951 bediente die Straßenbahn noch ein knapp zwölf Kilometer langes Streckennetz.
Der dreigeteilte Betrieb von Straßenbahn, Obus und Omnibus erwies sich als kostspielig, wobei die sanierungsbedürftigen Straßenbahngleise, die häufig zu Pannen führten, und die alten Straßenbahn-Triebwagen die größten Unterhaltskosten verursachten. Nach einem Gutachten vom Sommer 1954, das aus wirtschaftlichen Gründen die Einstellung des Straßenbahnverkehrs nahelegte, wurden die Straßenbahnlinien ab März 1955 von Omnibussen bedient. Die letzte Fahrt einer Straßenbahn in Heilbronn fand am 1. April 1955 statt.
Die Straßenbahnfahrzeuge wurden nach der Stilllegung allesamt verschrottet, einige dienten noch zeitweilig als Spielgeräte auf Spielplätzen.
Erst vier Jahrzehnte später, im Jahr 2001, ging mit der Innenstadtstrecke der Stadtbahn Heilbronn ein Nachfolgesystem der Straßenbahn in Betrieb.